# Jeunes Années
 (novembre 2012).
Si vous disposez d'ouvrages ou d'articles de référence ou si vous connaissez des sites web de qualité traitant du thème abordé ici, merci de compléter l'article en donnant les références utiles à sa vérifiabilité et en les liant à la section « Notes et références ».
Jeunes Années est une émission de télévision française pour la jeunesse diffusée du lundi au samedi de 18 h 55 à 19 h 10, puis de 18 h 40 à 18 h 50 sur la troisième chaîne couleur de l'ORTF du 1er janvier 1973 au samedi 4 janvier 1975.

## Histoire
Jeunes Années bénéficie de la suppression de l'émission jeunesse Colorix diffusée à la même heure sur la deuxième chaîne de l'ORTF et en reprend pour partie le contenu ; à la suite de la mise en place de la nouvelle grille de programmes décidée le 8 avril 1973 par le PDG de l'ORTF, Arthur Conte, et afin de limiter les doublons.
L'émission s'arrête le samedi 4 janvier 1975, avec la disparition de la troisième chaîne couleur de l'ORTF, et laisse la place à la nouvelle société nationale de programme France Régions 3 qui met à l'antenne un nouveau programme jeunesse, FR3 Jeunesse.

## Émissions
- Roulotte (à partir du 31 décembre 1972)
- Clignotant (du 31 décembre 1972 à juin 1973)
- Des Enfants sur la Trois (du 1er janvier au 30 mars 1974)
- La Courte Échelle (du 1er avril au 12 juillet 1974)

## Séries
- Arago X-001 (à partir du 20 octobre 1973)
- Les Aventures de l'ours Colargol (1974, rediffusion)
- Les Aventures de Saturnin (1974, rediffusion)
- L'Île aux enfants (16 septembre 1974 - 3 janvier 1975)